# Security Shield
Security Shield is een kwaadaardig computerprogramma dat gebruikers valse beveiligingssoftware voorschotelt door middel van scareware.
Het programma meldt bekijkers, mogelijk via advertenties, waarschijnlijk ten onrechte, dat hun systeem geïnfecteerd is met malware. Volgens de weergegeven informatie is de enige oplossing om het systeem op te schonen Security Shield te downloaden, maar het programma is zelf kwaadaardig.
De kwaadaardige software heeft veel weg van andere beveiligingssoftware, daardoor zullen gebruikers niet snel in de gaten hebben dat ze zijn opgelicht.